# Шипово (Росія)
Ши́пово (рос. Шипово, башк. Шипов) — присілок у складі Іглінського району Башкортостану, Росія. Входить до складу Акбердінської сільської ради.
Населення — 73 особи (2010; 40 в 2002).
Національний склад:
- росіяни — 37 %